# Bongouanou
Bongouanou es un departamento de la región de Moronou, Costa de Marfil. En mayo de 2014 tenía una población censada de 165 307 habitantes.
Se encuentra ubicado en el centro-este del país, cerca del río Komoé.